# Cosmic Background Explorer
Cosmic Background Explorer  (COBE) eller Explorer 66 är en kosmologisk satellit som sändes upp av NASA 1989. Den var konstruerad för att göra mätningar på den kosmiska bakgrundsstrålningen. Mätningarna som gjordes visade dels att bakgrundsstrålningen var i stort sett isotrop, dvs lika åt vilket håll man än mäter, och dels att strålningens frekvensfördelning svarade mot en svartkroppstrålare. Dessa resultat är båda sådana som hade förutsagts utifrån Big Bang-teorin och ses därför som starka argument för denna teori.

## Instrument
De tre instrumenten på COBE överlappade delvis varandras våglängdsområden. Resultaten från mätningarna har haft stor betydelse för vårt sätt att se på universums utveckling. 

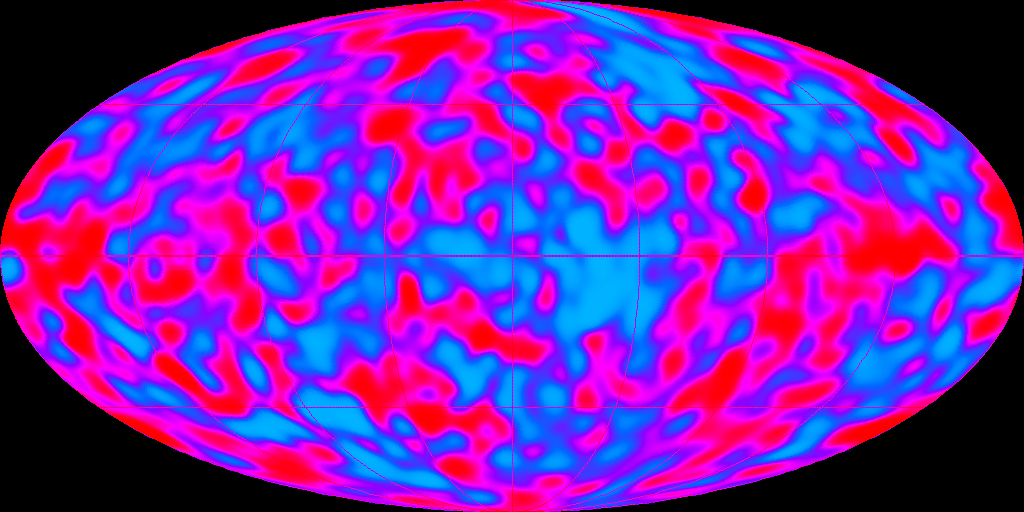
Den kosmiska bakgrundsstrålningen. Bilden är framtagen ur mätningar gjorda av COBE-satelliten

| Instrument                             | Förkortning | Beskrivning                                                                | Huvudansvarig   |
| -------------------------------------- | ----------- | -------------------------------------------------------------------------- | --------------- |
| Differential Microwave Radiometer      | DMR         | ett mikrovågsinstrument för att mäta den kosmiska bakgrundsstrålningen CBM | George F. Smoot |
| Far-Infrared Absolute Spectrometer     | FIRAS       | En spektrometer för att mäta CBM-spektrum                                  | John C. Mather  |
| Diffuse Infrared Background Experiment | DIRBE       | En infraröd-detektor                                                       | Mike Hauser     |

## Mätning av små avvikelser i bakgrundssrålningen
Med hjälp av DMR gjordes mätningar under en fyraårsperiod. Man kunde med hjälp av dessa data skapa en komplett karta över universums bakgrundsstrålning med dess små variationer. Variationerna är i storleksordningen 100μK vilket endast är en hundratusendel av bakgrundsstrålningens värde.
Dessa små variationer tyder på att universum inte var helt homogent under den tid efter Big Bang då universum svalnat så mycket att atomer kunde bildas.

## Bakgrundsstrålningens svartkroppskurva

Mätningarna av frekvensfördelningen med hjälp av COBE`s spektrometer FIRAS visade att denna strålning precis har spektrum som en svartkroppsstrålare med temperaturen 2,725 Kelvin.